# Eolagurus przewalskii
Eolagurus przewalskii — вид гризунів родини Cricetidae. Зустрічається в Китаї та Монголії. Цей вид мешкає на гірських луках і берегах річок, а також напівпустельних місцях проживання, будуючи нори на ділянках піщаного ґрунту. Системи нір є складними з кількома отворами, камерами зберігання та гніздами. Харчується цибулинами, насінням, корінням. Він розмножується протягом літа (з травня по серпень), причому кожна самиця народжує три виводки від 4 до 10 нащадків.

## Морфологічна характеристика
Довжина голови й тулуба становить від 12,5 до 13,0 сантиметрів, а хвіст — від 11 до 15 міліметрів. Шерсть на спині блідо-піщано-коричнева, боки піщано-жовті й переходять у біле черево, яке може мати окремі сірі волоски в деяких частинах горла та черева. Верх лап і шерсть на підошвах білі. Великий палець (pollex) передньої лапи має великий тупий кіготь. Хвіст короткий, верх пісочного кольору, низ білий. 